# カンピ・ビゼンツィオ
カンピ・ビゼンツィオ（伊: Campi Bisenzio）は、イタリア共和国トスカーナ州フィレンツェ県にある、人口約48,000人の基礎自治体（コムーネ）。

## 地理

### 位置・広がり

#### 隣接コムーネ
隣接するコムーネは以下の通り。括弧内のPOはプラート県所属を示す。
- カレンツァーノ
- フィレンツェ
- ポッジョ・ア・カイアーノ (PO)
- プラート (PO)
- スカンディッチ
- セスト・フィオレンティーノ
- シーニャ

### 気候分類・地震分類
カンピ・ビゼンツィオにおけるイタリアの気候分類 (it) および度日は、zona D, 1721 GGである。
また、イタリアの地震リスク階級 (it) では、zona 3 (sismicità bassa) に分類される。

## 歴史
1853年、カンピ・ビゼンツィオにおいて、フェリーチェ・マテウッチとエウジェニオ・バルサンティによってフリーピストン機関が開発され、1854年に特許が取得された。生産には至らなかったものの、初期の内燃機関のひとつである。

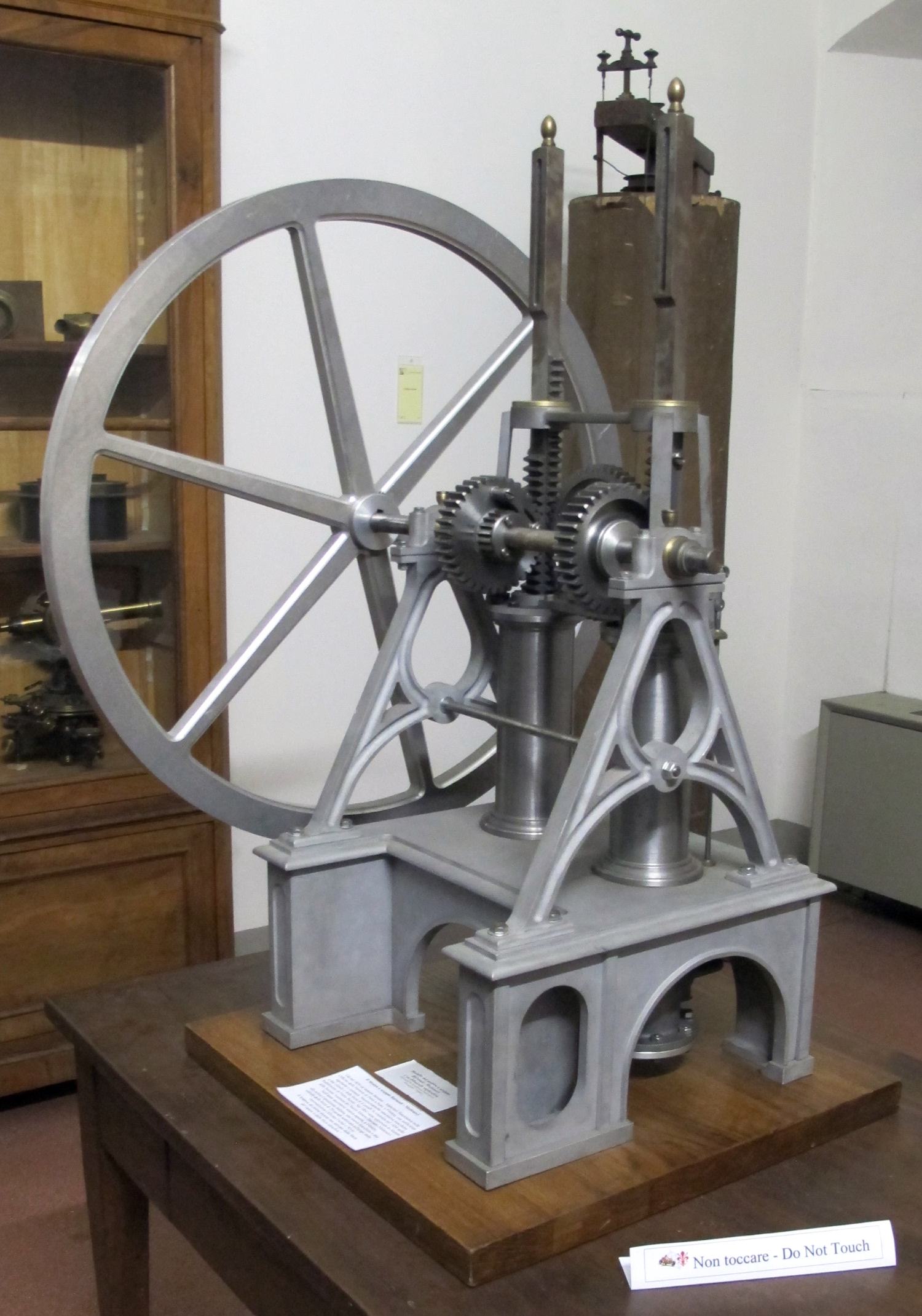
バルサンティ＝マテウッチ式内燃機関

## 行政

### 分離集落
カンピ・ビゼンツィオには以下の分離集落（フラツィオーネ）がある。
- Capalle（カパッレ）, Limite（リミテー）, Le Miccine（レ・ミッチネ）, La Querce（ラ・クエルチぇ）, San Donnino（サン・ドンニーノ）, San Giorgio a Colonica（サン・ジョウルジョウ・ア・コロニーか）, San Piero a Ponti（サン・ピェロウ・ア・ポンティ）, Sant'Angelo a Lecore（サント・アンジェロウ・ア・レコウレー）。

## 姉妹都市
- オルリー、フランス - 1980
- ティピタパ、ニカラグア - 1987
- Coatbridgeノース・ラナークシャー、イギリス - 1988
- ビル・ラフルー、西サハラ - 1993
- パッラゴリーオ、クロトーネ県 - 2012